# استیون فریک
استیون ناثانیل فریک (به انگلیسی: Stephen Nathaniel Frick) فضانورد اهل ایالات متحده آمریکا است که در ۳۰ سپتامبر ۱۹۶۴ میلادی در پیتسبورگ، پنسیلوانیا زاده شد. وی در مأموریت اس‌تی‌اس-۱۱۰، اس‌تی‌اس-۱۲۲ حضور داشته‌است.